# Cheminot (Moselle)
Pour les articles homonymes, voir Cheminot (homonymie).
Cheminot est une commune française située dans le département de la Moselle, en Lorraine, dans la région administrative Grand Est.

## Géographie

### Localisation
Cheminot se situe en Moselle, dans le canton de Faulquemont, à 20 km au sud de Metz et à 9 km de Pont-à-Mousson.
| Lorry-Mardigny                              | Sillegny                               |                         |
| Bouxières-sous-Froidmont Meurthe-et-Moselle | Cheminot                               | Louvigny                |
| Lesménils Meurthe-et-Moselle                | Morville-sur-Seille Meurthe-et-Moselle | Éply Meurthe-et-Moselle |

### Géologie et relief
Hydrogéologie et climatologie : Système d’information pour la gestion des eaux souterraines du bassin Rhin-Meuse :
Territoire communal : Occupation du sol (Corinne Land Cover); Cours d'eau (BD Carthage),
Géologie : Carte géologique; Coupes géologiques et techniques,
 Hydrogéologie : Masses d'eau souterraine; BD Lisa; Cartes piézométriques.

### Sismicité
Commune située dans une zone 1 de sismicité très faible.

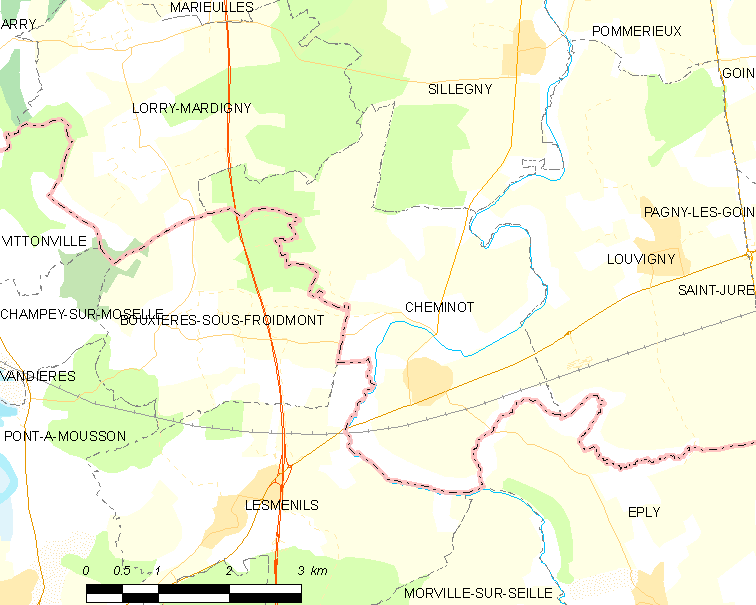
Carte de la commune.

La commune est composée du village de Cheminot, de celui de Longeville-lès-Cheminot, de la Ferme de La Vanoue (dont l'origine est antérieure à 1447) et du lieu-dit Marly-aux-Bois.

### Hydrographie et les eaux souterraines
La commune est située dans le bassin versant du Rhin au sein du bassin Rhin-Meuse. Elle est drainée par la Seille, le ruisseau de Moince, le fossé de l'Etang, le ruisseau de la Corvee et le ruisseau de Vorvang,.
La Seille, d'une longueur totale de 137,7 km, prend sa source dans la commune de Maizières-lès-Vic et se jette  dans la Moselle à Metz en limite avec Saint-Julien-lès-Metz, après avoir traversé 57 communes.
Le ruisseau de Moince, d'une longueur totale de 18 km, prend sa source dans la commune de Solgne et se jette  dans la Seille à Éply, après avoir traversé six communes.

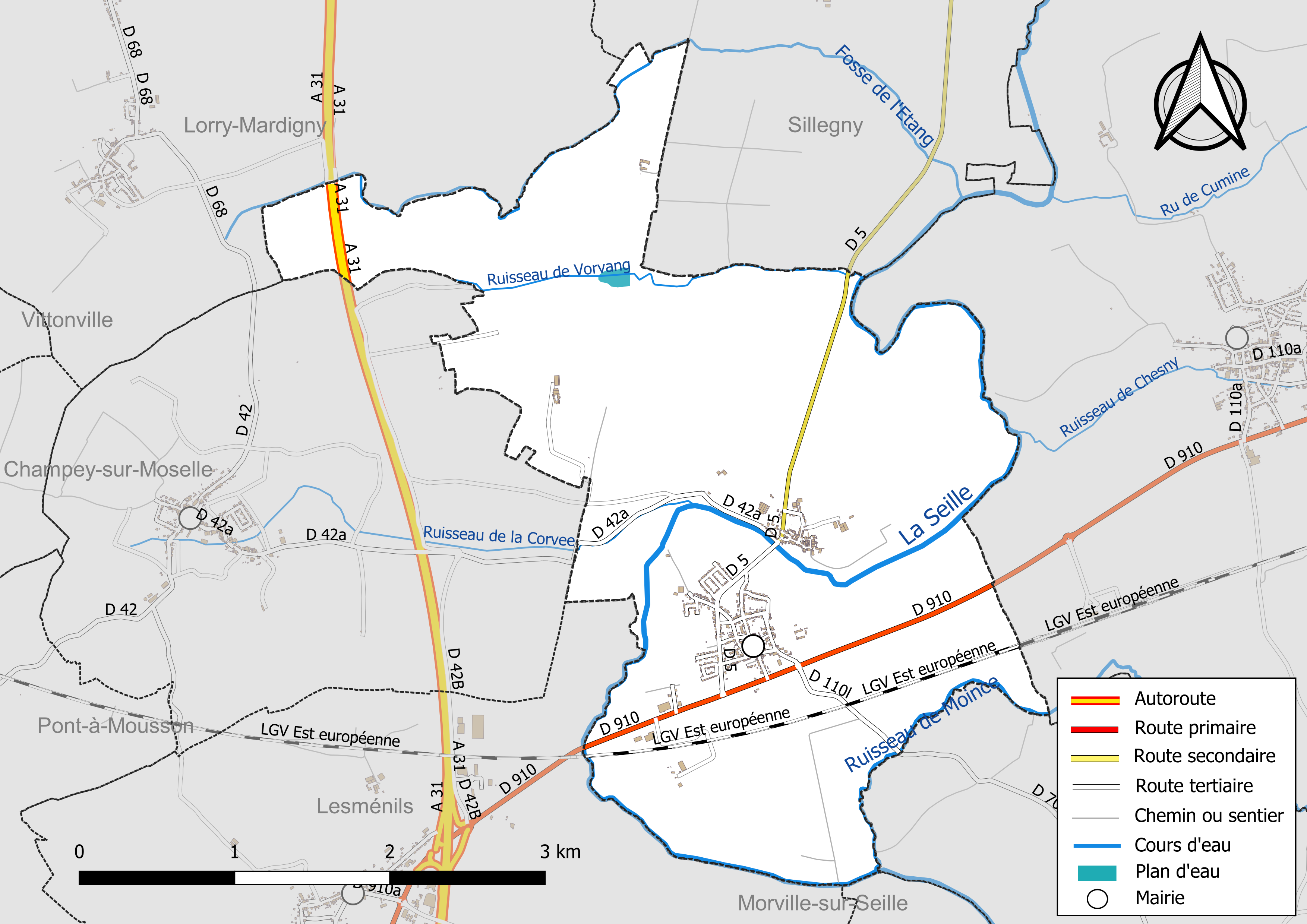
Réseaux hydrographique et routier de Cheminot.

La qualité des eaux des principaux cours d’eau de la commune, notamment de la Seille et du ruisseau de Moince, peut être consultée sur un site dédié géré par les agences de l’eau et l’Agence française pour la biodiversité. Ainsi en 2020, dernière année d'évaluation disponible en 2022, l'état écologique de la Seille était jugé médiocre (orange).

### Climat
Pour des articles plus généraux, voir Climat du Grand Est et Climat de la Moselle.
En 2010, le climat de la commune est de type climat océanique dégradé des plaines du Centre et du Nord, selon une étude du Centre national de la recherche scientifique s'appuyant sur une série de données couvrant la période 1971-2000. En 2020, Météo-France publie une typologie des climats de la France métropolitaine dans laquelle la commune est exposée à un climat semi-continental et est dans la région climatique  Lorraine, plateau de Langres, Morvan, caractérisée par un hiver rude (1,5 °C), des vents modérés et des brouillards fréquents en automne et hiver. 
Pour la période 1971-2000, la température annuelle moyenne est de 9,8 °C, avec une amplitude thermique annuelle de 16,8 °C. Le cumul annuel moyen de précipitations est de 732 mm, avec 11,6 jours de précipitations en janvier et 9 jours en juillet. Pour la période 1991-2020, la température moyenne annuelle observée sur la station météorologique de Météo-France la plus proche, « M.n.l. », sur la commune de Goin à 7 km à vol d'oiseau, est de 10,7 °C et le cumul annuel moyen de précipitations est de 678,8 mm. 
La température maximale relevée sur cette station est de 39,5 °C, atteinte le 24 juillet 2019 ; la température minimale est de −16,3 °C, atteinte le 2 janvier 1997,,. 
Les paramètres climatiques de la commune ont été estimés pour le milieu du siècle (2041-2070) selon différents scénarios d'émission de gaz à effet de serre à partir des nouvelles projections climatiques de référence DRIAS-2020. Ils sont consultables sur un site dédié publié par Météo-France en novembre 2022.

### Voies de communications et transports

#### Voies routières
Le village est placé entre l'autoroute A31 et la gare lorraine du TGV Est.

#### Transports en commun
- Fluo Grand Est.

### Intercommunalité
Commune membre de la Communauté de communes du Sud Messin.

## Urbanisme

### Typologie
Au 1er janvier 2024, Cheminot est catégorisée commune rurale à habitat dispersé, selon la nouvelle grille communale de densité à sept niveaux définie par l'Insee en 2022.
Elle est située hors unité urbaine. Par ailleurs la commune fait partie de l'aire d'attraction de Metz, dont elle est une commune de la couronne,. Cette aire, qui regroupe 245 communes, est catégorisée dans les aires de 200 000 à moins de 700 000 habitants,.

### Occupation des sols
L'occupation des sols de la commune, telle qu'elle ressort de la base de données européenne d’occupation biophysique des sols Corine Land Cover (CLC), est marquée par l'importance des territoires agricoles (85,9 % en 2018), en diminution par rapport à 1990 (89,2 %). La répartition détaillée en 2018 est la suivante : 
terres arables (57,1 %), prairies (28,8 %), forêts (7,8 %), zones urbanisées (3,9 %), zones industrielles ou commerciales et réseaux de communication (2,3 %). L'évolution de l’occupation des sols de la commune et de ses infrastructures peut être observée sur les différentes représentations cartographiques du territoire : la carte de Cassini (XVIIIe siècle), la carte d'état-major (1820-1866) et les cartes ou photos aériennes de l'IGN pour la période actuelle (1950 à aujourd'hui).

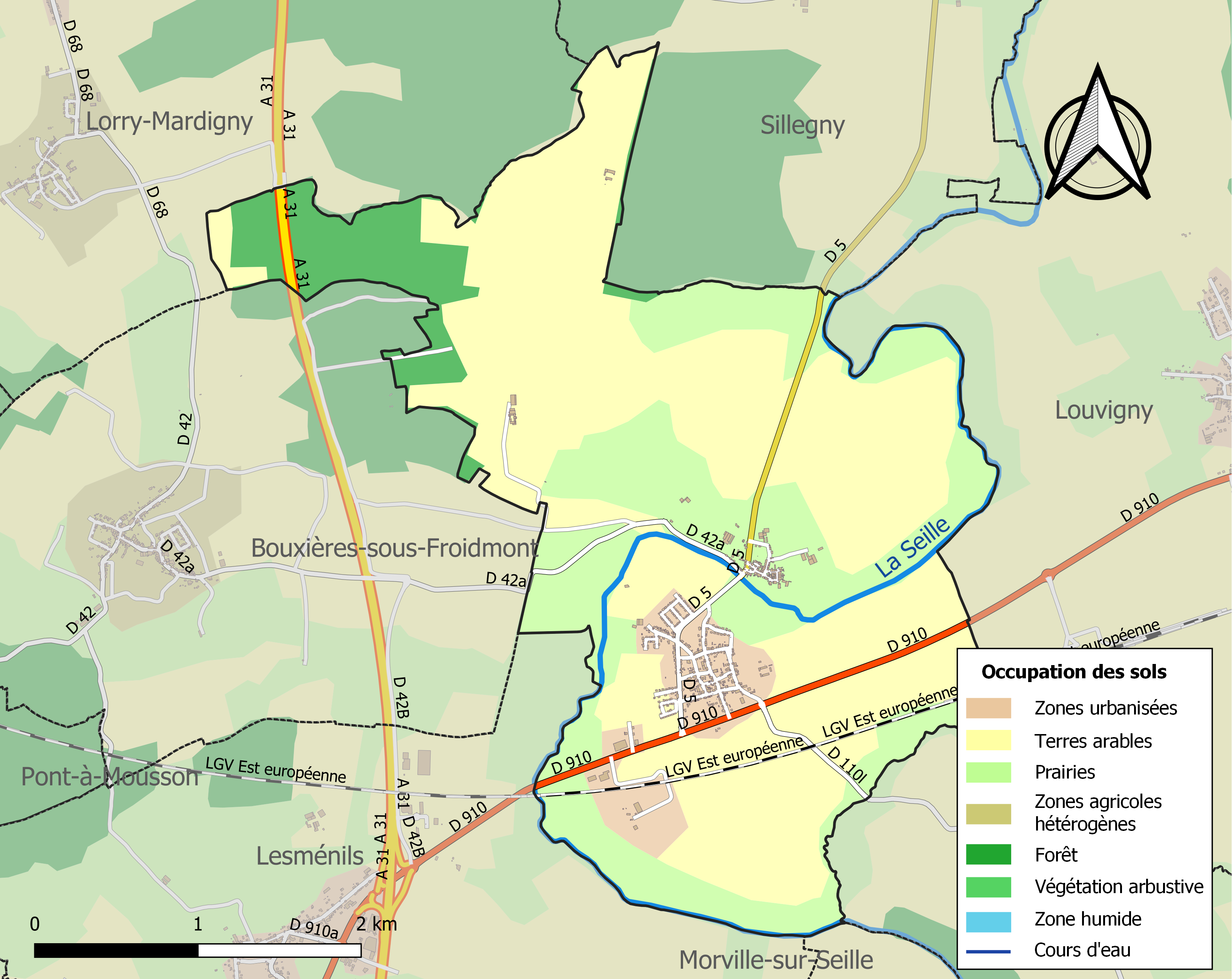
Carte des infrastructures et de l'occupation des sols de la commune en 2018 (CLC).

## Toponymie
En lorrain : Chemnat. 
Cheminot est déjà connue à l’époque gallo-romaine sous le nom de Villa Caminetum. Elle borde la voie romaine reliant Marseille à Cologne. 
Camenittum (945) ; Caminet (1075) ; Caminetum (1192) ; Cheminet (1211) ; Chaminetum (1227) ; Chaminat (1308) ; Chemenat (1338) ; Chaimenat (1372) ; Chamenat (1404) ; Chaminon (1429) ; Chamenet (1431) ; Cheminat (1500) ; Chaminot (1513) ; Cheminon (1594) ; Chemeno (XVIIe siècle).

### Sobriquet
Lés hhofiats d’Chem’not (les soufflets/les asthmatiques de Cheminot).

## Histoire
Les fondations d’une importante villa romaine ont été trouvées près de la ferme de Marly-aux-Bois.
Par la suite, le village de Cheminot, ainsi que ceux de Longeville (actuel Longeville-lès-Cheminot), Éply, Lesménils et Bouxières-sous-Froidmont, sont regroupés dans une seigneurie dépendant d’un palais de Charlemagne. Le 13 mars 783, Hildegarde donne le domaine à l’abbaye de Saint Arnoul. L'abbaye conserva cette propriété jusqu’à la Révolution de 1789.
En 783, fondation et donation de la reine impératrice Hildegarde femme de Charlemagne "donnant la susdite seigneurie de Cheminot, autrement Vachières, qu'elle possédait au titre de douaire, avec toute intégrité, franchise et exemption de droit régalien et de franc alleu"  à l'abbaye royale de Saint Arnoul.
En 1075, Heriman, Evêque de Metz, confirme le franc alleu de Longueuille ban de Cheminot conformément aux exigences de Charlemagne Roi de France, & Empereur donnant à Saint Arnoul le ban de Cheminot, " qui defend tres expressement à l’Abbé, & Religieux d’icceluy de iamais ne le donner en fief à personne, ainsi de le poseder tousjour avec la mesme authorité qu’il le possedoit. Que si les sieurs Treze (l'oligarchie messine)   estoient souverains de Cheminot, ainsi qu’ils s'imaginent, il faudroie voir par quel tiltre ils le font, & quel droict, quel cens, quelle amende, quel revenu ils en tirent à cause de leur souveraineté imaginaire."
En 1211, une charte de Thiébaut, Comte de Bar, accordée à l'Abbaye de Saint Arnoul, présente un Foulques, Chevalier de Norroy, engageant son fief de Cheminot qu'il tenait des abbés de Saint Arnoul.
En 1404, Philippe de Norroy, seigneur de Port-sur-Seille,au service du comte de Nassau et contre le duc de Bar, fait brûler le village et ravage les environs de Metz. Le 13 septembre 1444, au cours du siège de Metz, le roi de France Charles VII occupe à son tour le village.
Après la Révolution, le 22 prairial de l’an VIII, les villages de Cheminot et Longeville sont regroupés en une seule commune.
Comme les autres communes de l'actuel département de la Moselle, Cheminot est annexée à l’Empire allemand de 1871 à 1918. Les villages de Cheminot et Longeville-lès-Cheminot sont rebaptisés respectivement Kemnat et Langendorf bei Kemnat en septembre 1915. Lorsque la Première Guerre mondiale éclate, les Mosellans se battent pour l’Empire. En 1919, Cheminot redevient française.
La commune est de nouveau annexée à l'Allemagne en 1940. La Seconde Annexion durera quatre ans. Le 13 novembre 1940, la population est expulsée vers Vic-Fezensac dans le Gers, ainsi qu’à Muret dans la Haute-Garonne. Elle est remplacée par des colons lorrains de la région de Bitche, eux-mêmes expulsés, et par des colons allemands du Palatinat. En 1941, les villages de Cheminot et Longeville-lès-Cheminot sont respectivement rebaptisés Kemmen et Langendorf bei Kemmen. La commune est libérée le 21 novembre 1944, à la fin de la bataille de Metz.
De 1790 à 2015, Cheminot était une commune de l'ex-canton de Verny.

## Politique et administration
| Période                                  | Période    | Identité           | Étiquette | Qualité |
| ---------------------------------------- | ---------- | ------------------ | --------- | ------- |
| Les données manquantes sont à compléter. |            |                    |           |         |
| 1820                                     | 1828       | Jacques Barthélemy |           |         |
| ?                                        | 1947       | Jean Laurent       |           |         |
| 1953                                     | mars 1971  | Antoine Gabbardo   |           |         |
| mars 1971                                | mars 2008  | Jean Lorrain       |           |         |
| mars 2008                                | avril 2014 | Claude Leroy       |           |         |
| avril 2014                               | En cours   | François Hénot     |           |         |

En 1923, le maire Jules Martin démissionne, car les habitants du village refusèrent d’aller bénir le corps défunt de sa fille de 6 ans morte de diphtérie (peur de l’épidémie).
En 1947, le maire Jean Laurent démissionne car son métier de policier est incompatible avec la fonction.
Le 1er mai 1947, les archives municipales sont détruites par un incendie.
Fin 1956, plusieurs conseillers municipaux démissionnent pour protester contre le mode de facturation de l’eau au bétail.

### Budget et fiscalité 2021

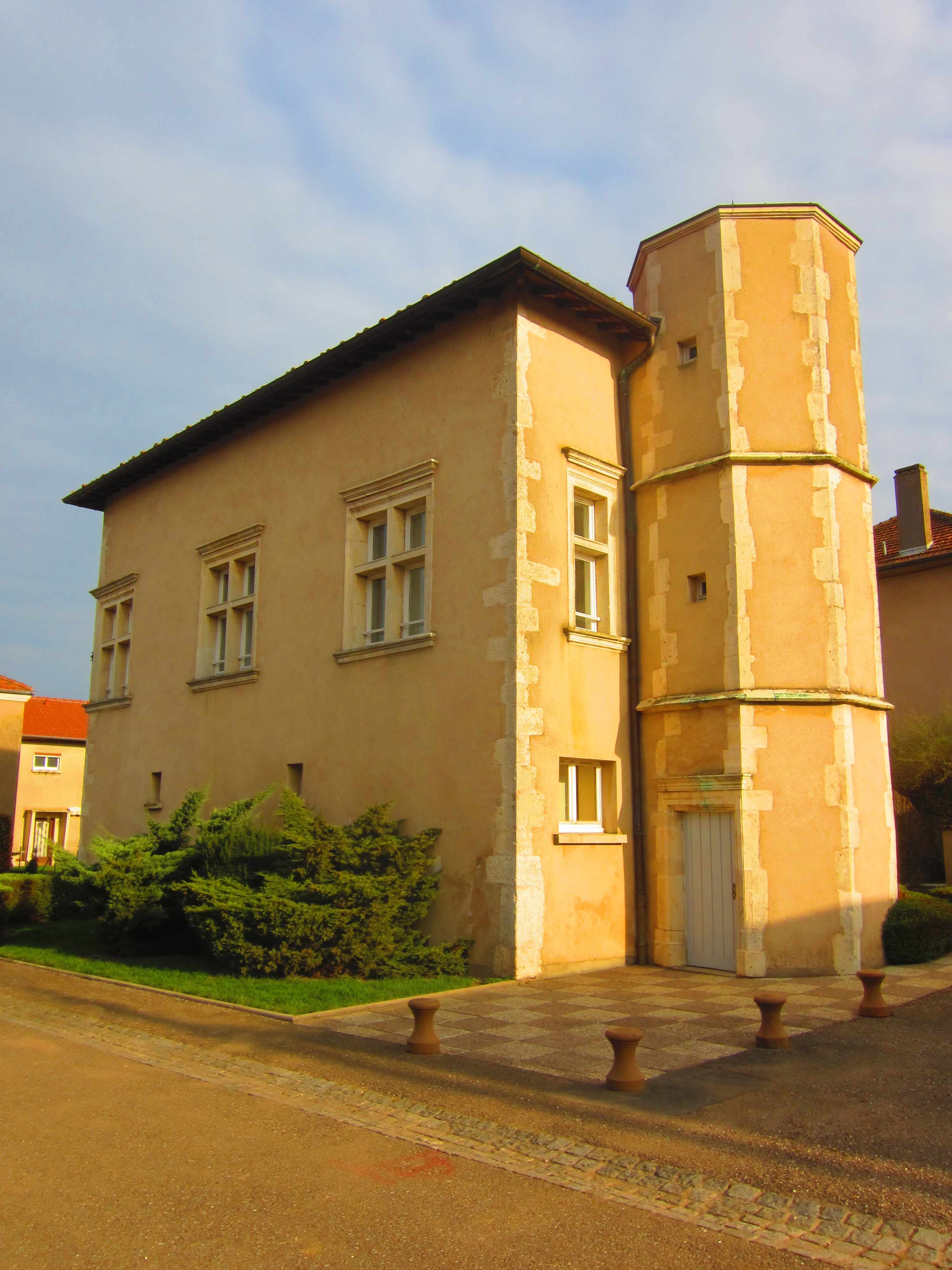
La mairie..

En 2021, le budget de la commune était constitué ainsi :
- total des produits de fonctionnement : 419 000 €, soit 532 € par habitant ;
- total des charges de fonctionnement : 380 000 €, soit 483 € par habitant ;
- total des ressources d'investissement : 50 000 €, soit 64 € par habitant ;
- total des emplois d'investissement : 123 000 €, soit 157 € par habitant ;
- endettement : 191 000 €, soit 243 € par habitant.

Avec les taux de fiscalité suivants :
- taxe d'habitation : 17,95 % ;
- taxe foncière sur les propriétés bâties : 24,15 % ;
- taxe foncière sur les propriétés non bâties : 50,55 % ;
- taxe additionnelle à la taxe foncière sur les propriétés non bâties : 0,00 % ;
- cotisation foncière des entreprises : 0,00 %.

Chiffres clés Revenus et pauvreté des ménages en 2020 : médiane en 2020 du revenu disponible, par unité de consommation : 24 410 €.

## Population et société

### Démographie

#### Évolution démographique
L'évolution du nombre d'habitants est connue à travers les recensements de la population effectués dans la commune depuis 1793. Pour les communes de moins de 10 000 habitants, une enquête de recensement portant sur toute la population est réalisée tous les cinq ans, les populations de référence des années intermédiaires étant quant à elles estimées par interpolation ou extrapolation. Pour la commune, le premier recensement exhaustif entrant dans le cadre du nouveau dispositif a été réalisé en 2007.

En 2022, la commune comptait 824 habitants, en évolution de +6,6 % par rapport à 2016 (Moselle : +0,52 %, France hors Mayotte : +2,11 %).
| 1793 | 1800 | 1806 | 1821 | 1836 | 1841 | 1861 | 1866 | 1871 |
| ---- | ---- | ---- | ---- | ---- | ---- | ---- | ---- | ---- |
| 349  | 307  | 300  | 590  | 644  | 620  | 624  | 580  | 561  |

| 1875 | 1880 | 1885 | 1890 | 1895 | 1900 | 1905 | 1910 | 1921 |
| ---- | ---- | ---- | ---- | ---- | ---- | ---- | ---- | ---- |
| 579  | 594  | 556  | 514  | 507  | 501  | 470  | 468  | 366  |

| 1926 | 1931 | 1936 | 1946 | 1954 | 1962 | 1968 | 1975 | 1982 |
| ---- | ---- | ---- | ---- | ---- | ---- | ---- | ---- | ---- |
| 361  | 356  | 364  | 187  | 365  | 306  | 344  | 386  | 490  |

| 1990 | 1999 | 2006 | 2007 | 2012 | 2017 | 2022 | - | - |
| ---- | ---- | ---- | ---- | ---- | ---- | ---- | - | - |
| 507  | 535  | 614  | 625  | 684  | 775  | 824  | - | - |

### Enseignement
Établissements d'enseignements :
- École maternelle et primaire.
- Collège à Verny.
- Lycées à Metz, Montigny-lès-Metz, Courcelles-Chaussy, Pont-à-Mousson, Peltre, Marly.

### Santé
Professionnels et établissements de santé :
- Médecins à Cheminot, Atton, Louvigny, Pont-à-Mousson,
- Pharmacies à Pont-à-Mousson, Maidières, Blénod-lès-Pont-à-Mousson, Pagny-sur-Moselle,
- Hôpitaux à Pont-à-Mousson, Faulx, Gorze, Jury, Pompey.

### Cultes
- Culte catholique, Communauté de Paroisses Saint-christophe En Seille[38], Diocèse de Metz.

## Économie
Plus de 100 salariés travaillent en 2006 sur la commune.

### Entreprises et commerces

#### Agriculture
- Culture de céréales, de légumineuses et de graines oléagineuses.
- Culture et élevage associés.
- Élevage d'ovins et de caprins.
- Élevage de chevaux et d'autres équidés.
- Élevage d'autres bovins et de buffles.
- Élevage de vaches laitières.

#### Tourisme
- Restaurants.
- Gîte de France.
- Hébergements et restauration à Pont-à-Mousson, Marieulles, Vandières.

#### Commerces
- Commerces et services de proximité.

## Culture locale et patrimoine

### Lieux et monuments

#### Édifices civils
- L’actuelle mairie se situe dans une ancienne maison de type Renaissance construite au XVIe siècle dont les Façades et toitures sont inscrites au titre des monuments historiques par arrêté du 19 février 1946[39].
- Juste à côté de l’église, se trouve le monument aux morts[40], création du sculpteur Okuda, inspirée du plafond de la chapelle Sixtine. Il fut inauguré le 1er décembre 1981[41].

#### Édifices religieux
L’église Saint-Maurice : 

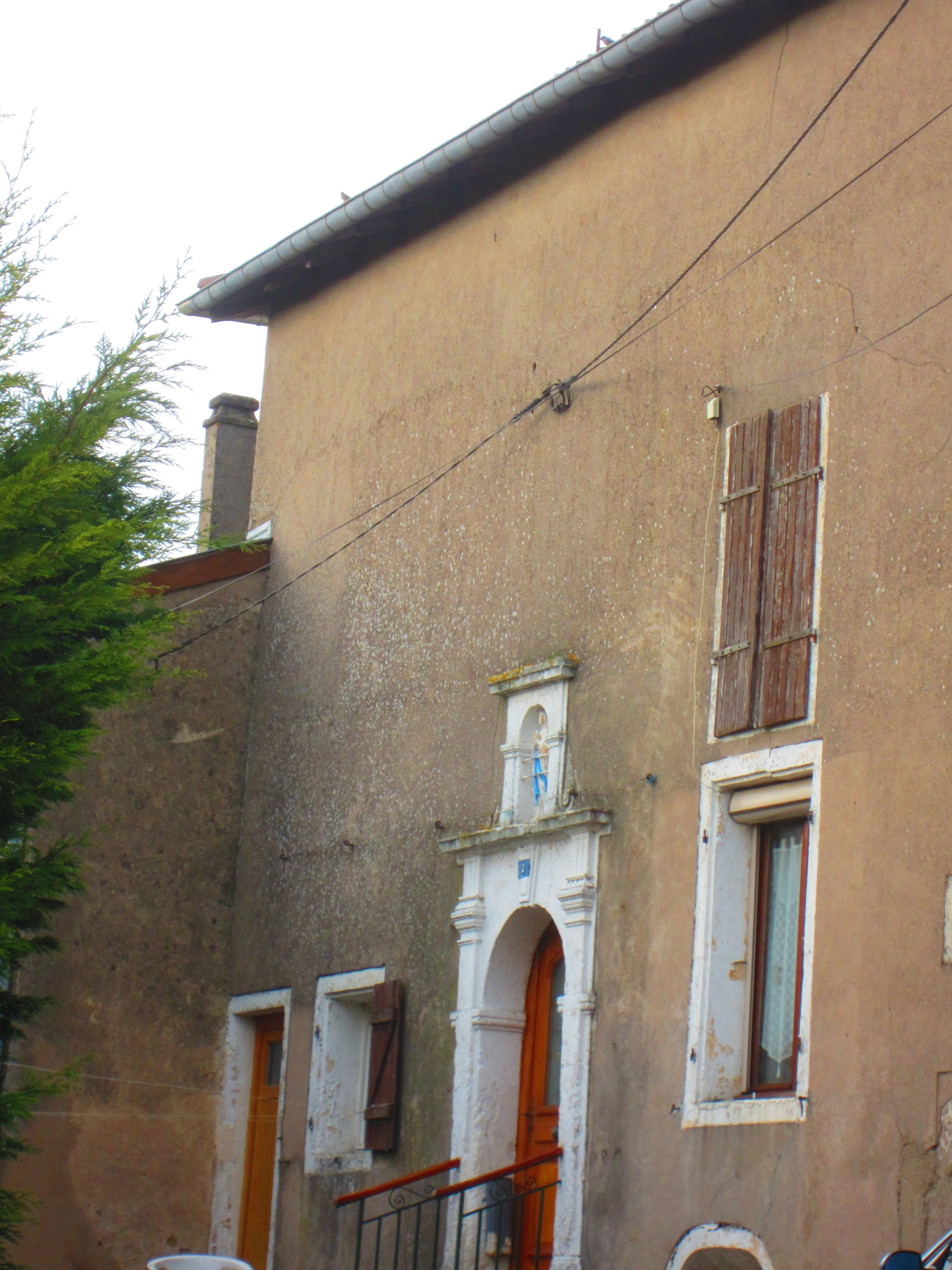
Ancienne chapelle Saint-Pierre de Longeville-lès-Cheminot.

Le principal monument du village est l’église Saint-Maurice de Cheminot. Elle fut édifiée par l’abbé Richer au début du XIIIe siècle sur l’emplacement d’une ancienne église du VIIIe siècle où reposaient les reliques de saint Redemptius.
Achevée en 1229, elle est parfois appelée « la cathédrale de la Seille ».
Elle subit de nombreux dommages durant les siècles qui suivirent. En 1308, elle est saccagée par Renaud de Bar (évêque de Metz). En 1404 et 1443, elle est en partie brûlée. En 1444, elle est pillée.
Elle fut plusieurs fois restaurée et remise en état durant tous ces siècles. Les fresques qui recouvraient les murs furent effacées au XVIIIe siècle.
La dernière destruction eut lieu en 1944, pendant la libération du village. La restauration commença en 1950 et ne fut achevée qu'en 1962 avec l'arrivée des cloches.
Elle est classée monument historique depuis 1888.
Ancienne chapelle Saint-Pierre de Longeville-lès-Cheminot :
À Longeville-lès-Cheminot la chapelle Saint-Pierre date du XIIe siècle, elle était occupée par des bénédictins. C’est une maison d’habitation depuis 1800.

### Personnalités liées à la commune
- Hubert Lemaire (1750-1825), homme politique né à Cheminot, député de la Moselle au Conseil des Cinq-Cents.
- Jean Thomas (1770 - 1853), général français de la Révolution et du Premier Empire, né à Cheminot.

## Pour approfondir